# Liste der Biografien/Rodt
Liste der Biografien |
Portal Biografien |
Personensuche
# |
A |
B |
C |
D |
E |
F |
G |
H |
I |
J |
K |
L |
M |
N |
O |
P |
Q |
R |
S |
T |
U |
V |
W |
X |
Y |
Z |
?
 
Ra |
Rb |
Rd |
Re |
Rh |
Ri |
Rj |
Rk |
Rl |
Rm |
Rn |
Ro |
Rr |
Rs |
Rt |
Ru |
Rv |
Rw |
Rx |
Ry |
Rz
 
Roa |
Rob |
Roc |
Rod |
Roe |
Rof |
Rog |
Roh |
Roi |
Roj |
Rok |
Rol |
Rom |
Ron |
Roo |
Rop |
Roq |
Ror |
Ros |
Rot |
Rou |
Rov |
Row |
Rox |
Roy |
Roz 
 
Roda |
Rodb |
Rodd |
Rode |
Rodf |
Rodg |
Rodh |
Rodi |
Rodj |
Rodk |
Rodl |
Rodm |
Rodn |
Rodo |
Rodr |
Rods |
Rodt |
Rodu |
Rodw |
Rody |
Rodz
Die Liste der Biografien führt alle Personen auf, die in der deutschsprachigen Wikipedia einen Artikel haben. Dieses ist eine Teilliste mit 17 Einträgen von Personen, deren Namen mit den Buchstaben „Rodt“ beginnt.

## Rodt
- Rodt, Anton Egbert von (1710–1768), österreichischer General
- Rodt, Bernhard Emanuel von (1776–1848), Schweizer Offizier, Politiker und Historiker
- Rodt, Cäcilie von (1855–1929), Schweizer Reiseschriftstellerin
- Rodt, Christian von († 1768), österreichischer General
- Rodt, Christoph († 1634), deutscher Bildhauer
- Rodt, Eberhard (1895–1979), deutscher Generalleutnant im Zweiten Weltkrieg
- Rodt, Eduard von (1849–1926), Schweizer Architekt und Historiker
- Rodt, Franz Christoph von (1671–1743), österreichischer General und Breisacher Festungskommandant
- Rodt, Franz Konrad von (1706–1775), Bischof von Konstanz (1750–1775), Kardinal der Römischen Kirche
- Rodt, Hans, deutscher Kunstschreiner
- Rodt, Karl von (1805–1861), Schweizer Gründer der Freien Evangelischen Gemeinde
- Rodt, Marquard Rudolf von (1644–1704), Bischof von Konstanz
- Rodt, Maximilian Christoph von (1717–1800), Bischof von Konstanz (1775–1799)
- Rodt, Niklaus († 1726), Schweizer Politiker und Pietist

### Rodts
- Rodtschenko, Alexander Michailowitsch (1891–1956), russischer bzw. sowjetischer Maler, Grafiker und FotografAlexander Michailowitsch Rodtschenko (1891–1956)

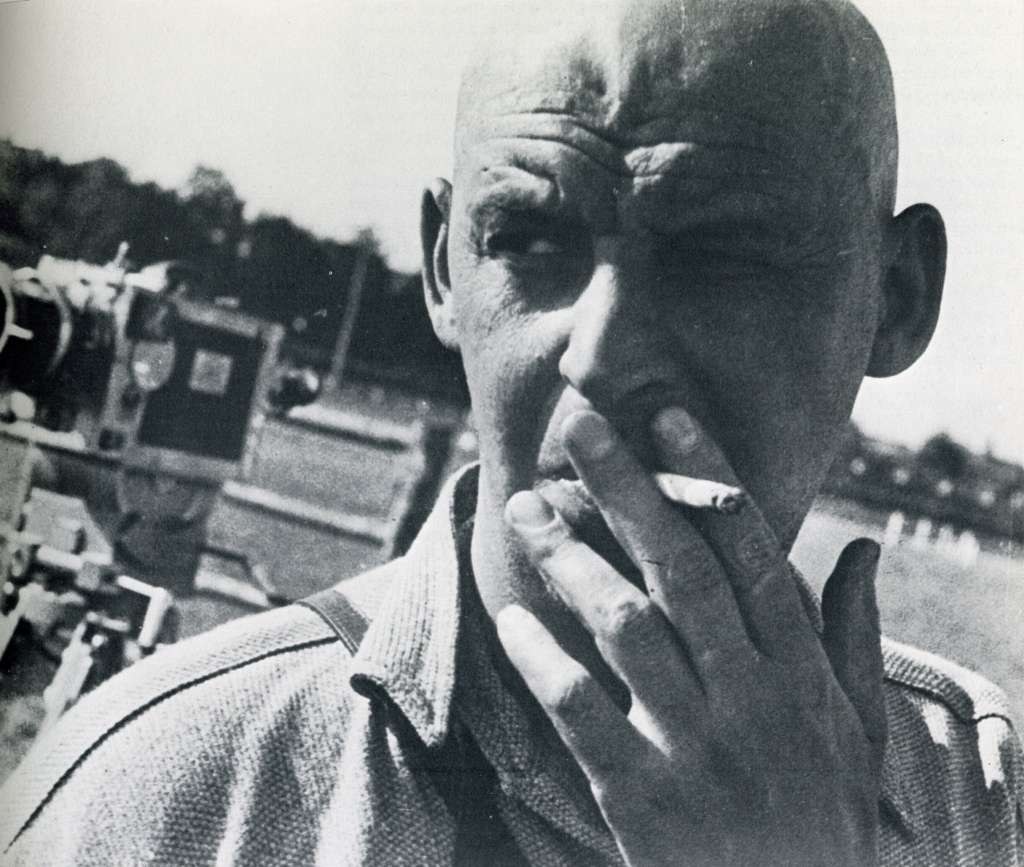
Alexander Michailowitsch Rodtschenko (1891–1956)

- Rodtschenkow, Grigori Michailowitsch (* 1958), russischer ehemaliger Direktor des Moskauer Anti-Doping-Zentrums
- Rodtschenkow, Nikita (* 2001), ukrainischer Sprinter